# Geschwindigkeitsskifahren

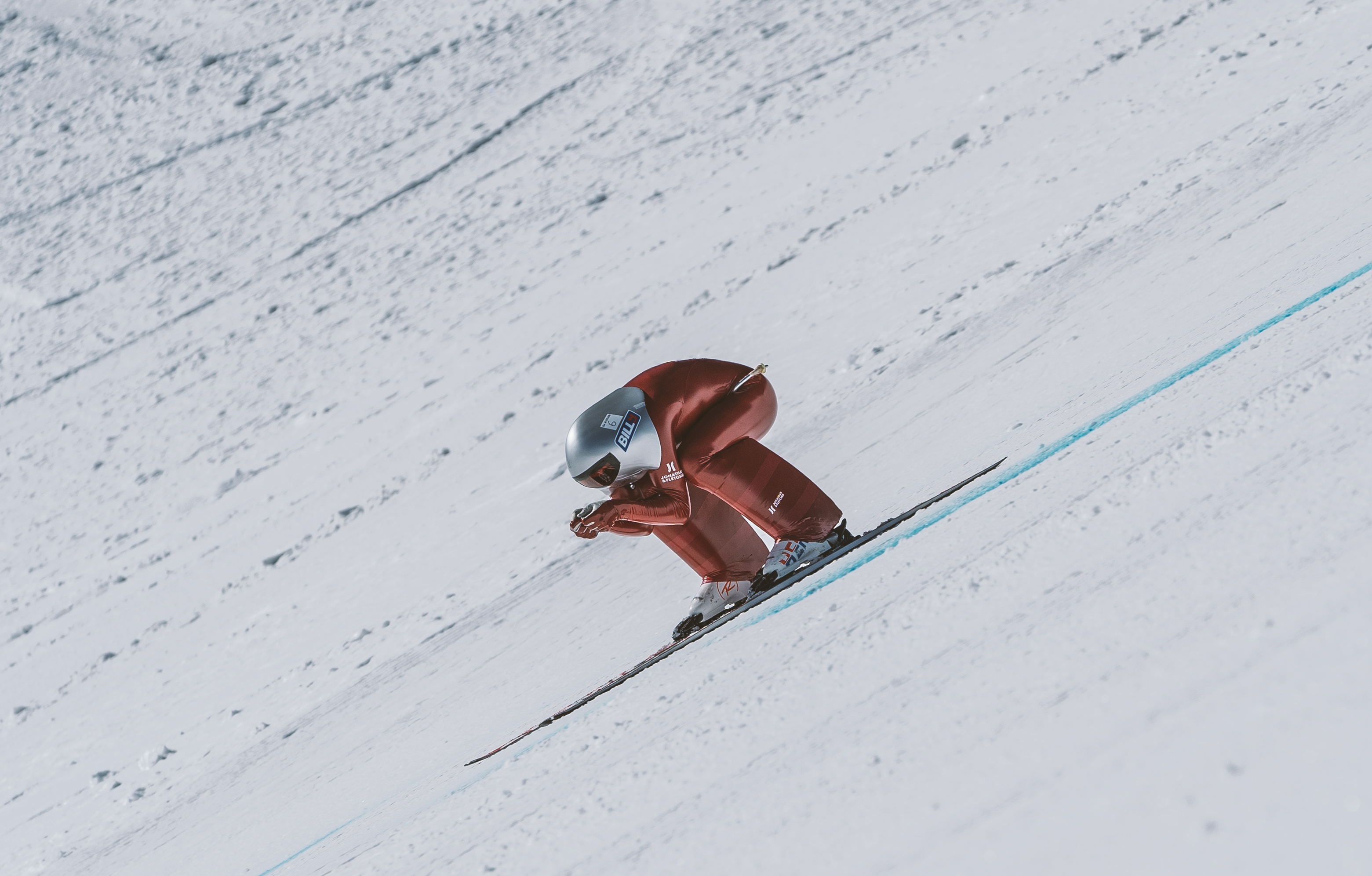
Simon Billy, Vars, 2019

Geschwindigkeitsskifahren, oft auch mit dem englischen Begriff Speedski(ing) bezeichnet, ist eine Extremsportart, bei der Sportler auf Skiern eine speziell präparierte Piste hinab fahren und dabei versuchen, möglichst hohe Geschwindigkeiten zu erzielen.

## Geschichte
Die ersten Ski-Schnellfahr-Wettbewerbe gab es bereits in den 1930er-Jahren. Der Österreicher Gustav Lantschner fuhr damals den ersten offiziellen Rekord mit 105 km/h in St. Moritz. Ein Jahr später verbesserte Leo Gasperl den Rekord auf 136,6 km/h. 1978 brach Steve Mc Kinney (USA) die 200-km/h-Marke in Chile. Offizielle Statistiken unter dem neuen Begriff werden jedoch erst seit 1982 geführt.
Die 1980er-Jahre gehörten einem Österreicher: Speedski-Legende Franz Weber wurde zwischen 1980 und 1985 sechsmal Weltmeister und verbesserte den Weltrekord viermal. 1999 fuhr der Tiroler Harry Egger mit 248,1 km/h erneut einen Rekord, der für drei Jahre Bestand hatte. Philippe Goitschel durchbrach als erster Speedskifahrer die 250-km/h-Marke. Den derzeit gültigen Weltrekord von 255,50 km/h stellte der Franzose Simon Billy am 23. März 2023 in Vars auf.
Geschwindigkeitsskifahren wird ausschließlich als Wettkampfsport betrieben und ist als solcher vom Internationalen Ski-Verband (FIS) reglementiert. Auch der Profiverband (France Ski de Vitesse) veranstaltet regelmäßig Wettkämpfe. Speedskiing wird aufgrund der hohen körperlichen und technischen Anforderungen nur von wenigen Frauen und Männern aus 25 Ländern betrieben, vor allem aus den Alpenländern; es ist sehr unfallträchtig.
Im Jahr 1992 war Speedskiing Demonstrationssportart bei den Olympischen Winterspielen in Albertville. Der Wettbewerb wurde jedoch von einem tödlichen Unfall des Schweizer Rennfahrers Nicolas Bochatay überschattet. Der Unfall geschah allerdings nicht auf der Speedski-Strecke, sondern auf einer öffentlichen Skipiste, wo er mit einer Pistenraupe kollidierte. Kurz darauf stellte die FIS eine Geschwindigkeitsbeschränkung für Hochgeschwindigkeitsfahren mit 200 km/h für FIS-Rennen auf.

## Ausrüstung
Die Sportler tragen einen enganliegenden glatten Rennanzug aus beschichtetem Polypropylen und einen aerodynamisch geformten Sporthelm, der mitunter mit einer Verbreiterung den Übergang zu den Schultern herstellt. Die gekurvten Skistöcke schmiegen sich der Körperkontur bei Rennhocke an. Durch sich verjüngende Verlängerungen hinter den Waden und Skischuhen werden an den Beinen stromlinienförmige Querschnitte erreicht und so Strömungswirbel vermieden.
Die Skier haben eine Überbreite verglichen mit normalen Skiern und sind zwischen 2,25 und 2,40 Meter lang. Die optimale Haltung beim Abfahren wird vorher im Windkanal erarbeitet; sie bestimmt (bei gegebenen äußeren Bedingungen) entscheidend, welche Geschwindigkeit ein Fahrer erreicht.

## Wettkämpfe und Pisten
Die Hänge sind zu Fuß aufwärts nur mit Steigeisen zu bewältigen. – Außerdem müssen die Pisten äußerst plan sein, damit die Sportler nicht abheben. Am Ende der Piste gibt es eine 100-m-Messstrecke mit Lichtschranke, auf der dann die erreichte Geschwindigkeit ermittelt wird. 
Die Strecken sind bis zu einem Kilometer lang, 25 m breit und weisen ein hohes Gefälle auf – die steilsten Pisten haben am Start ein Gefälle bis zu 112 % (48 Grad). Der Höhenunterschied zwischen Start und Messstrecke liegt zwischen 200 und 500 Metern. Der Sportler nimmt auf den ersten 300–400 Metern der Strecke Geschwindigkeit auf, die auf dem folgenden 100 Meter langen Teilstück (der Zeitmesszone) gemessen wird. Somit ist der sportliche Vergleich gesichert. Der schnellste Sportler gewinnt den Wettbewerb. Die letzten 200–600 Meter des Kurses dienen als Bremszone. Bei FIS-Veranstaltungen sind die Rennkurse so angelegt, dass die 200-km-h-Grenze nicht überschritten wird. Seit 2009 kann die FIS in Ausnahmefällen eine Genehmigung für Geschwindigkeiten über 200 km/h erteilen. Einen durch Tore vorgegebenen Fahrweg gibt es beim Geschwindigkeitsskifahren nicht, die Piste wird in der Falllinie befahren. Bei einigen Rekordversuchen starten die Läufer von einer künstlichen Rampe, um den Anlauf zu verlängern. Es gibt weltweit etwa 50 homologierte Speedskistrecken.
Am 26. März 2016 wurden in Vars beim Speed Masters neue Rekorde erzielt: Weltrekord der Männer durch Ivan Origone (254,958 km/h) und Frauen Valentina Greggio (247,083), beide aus Italien. Den Österreich-Rekord verbesserte Klaus Schrottshammer nach 17 Jahren auf 248,447 km/h.
Die speziell hergerichteten Pisten werden auch für Geschwindigkeits-Rekordversuche anderer Sportarten benutzt, z. B.:
- in Vars erzielte der Franzose Christian Taillefer im März 2000 mit dem Mountainbike einen Rekord mit 212,139 km/h,
- in Les Arcs wurden für den Schweizer Romuald Bonvin 1999 mit dem Skibob 173 km/h gemessen.

Im Jahr 2006 gab es folgende 20 international anerkannte Speed-Skiing-Rennstrecken auf der Welt:
- Äppelbo (Schweden)
- Bielmonte/Biella (Italien)
- Grimentz (Schweiz)
- Hintertux (Österreich)
- Hundfjället/Vaggen (Schweden)
- Idre Fjall (Schweden)
- Leysin (Schweiz)
- Luz Ardiden (Frankreich)
- Mt. Hood Ski Bowle (Vereinigte Staaten von Amerika)
- Orsa/Norrbacken (Schweden)
- Pullinki (Finnland / Schweden)
- Sälen (Schweden)
- Salla (Finnland)
- San Domenico/Varzio (Italien)
- Santa Caterina (Italien)
- Snow Mass (Vereinigte Staaten von Amerika)
- Sun Peaks (Kanada)
- Trevero (Italien)
- Turoa Ski Rezort (Neuseeland)
- Vars (Frankreich)
- Whistler Mountain (Kanada)
- Willamette (Vereinigte Staaten von Amerika)

## FIS-Weltcup
Der Speedski-Weltcup ist ein vom Internationalen Skiverband (FIS) ausgetragener internationaler Wettbewerb im Geschwindigkeitsskifahren. Der Weltcup wird seit dem Jahr 1989 alljährlich zwischen Januar und April ausgetragen. Die Rennen finden in Europa und Nordamerika statt.

### Klassen
Es gibt drei Klassen: Speed 1 (S1, auch klassische oder Profi Klasse), Speed Downhill (SDH, auch Production oder AbfahrtsKlasse) und Speed Downhill Junior (SDH Junior). In der Speed 1-Klasse wird mit Spezialhelm, Spoilern, Spezialanzug und mit 240-cm-Skiern gefahren und in der Downhill-Klasse wird mit ganz normaler Abfahrtsausrüstung gefahren. In den Junioren-Klassen können Athleten von 15 bis 20 Jahren teilnehmen. Die Punkteverteilung ist in allen Klassen gleich wie im Alpinen Weltcup: 100 Punkte für den Sieger, 80, 60, 50, 45, 40, 36, 32, 29, 26, 24, 22, 20, 18, 16, 15, 14 usw.

### Modus
Die Athleten treten auf den speziell präparierten Pisten gegeneinander an. Im Weltcup gibt es keine Streckenbesichtigung wie bei den alpinen Bewerben, sondern ein freies Training. Die Rennleitung wählt für das freie Training den Startpunkt so aus, dass 160 km/h nicht überschritten werden können. Der Startpunkt wird nach jedem Lauf nach oben verlegt, um die Geschwindigkeit deutlich zu steigern.
Die ersten Rennläufe dienen zur Qualifikation. Die langsamsten Fahrer scheiden aus. Es gibt auch einen sogenannten technischen Cut, bei dem unsichere Fahrer ausscheiden. Nach den Renn- oder Qualifikationsläufen folgen das Halbfinale und das Finale. Es wird in umgekehrter Startreihenfolge gestartet, der Schnellste startet also als Letzter. Beim Finale wird vom höchsten Startpunkt aus gefahren, um die schnellste Geschwindigkeit zu erreichen.
Es kann in zwei Arten gekämpft werden: 
- Die Sportler haben zwei Durchgänge; die Fahrzeiten werden addiert oder
- zwei Speedläufer starten parallel, der bessere gewinnt (K.-o.-System).

### Weltcup und Kristallkugel
Im Speedski Weltcup gibt es für die beste Dame und den besten Herrn eine kleine Kristallkugel, jene, die aus dem Alpinen Ski-Weltcup bekannt ist. Theoretisch kann der Speedski-Weltcup auch von einem SDH-Fahrer gewonnen werden. In der Praxis ist das aber unwahrscheinlich, da das Material eines SDH-Fahrers deutlich langsamer ist, als in der S1-Klasse. Am Ende der Saison publiziert die FIS eine Speed-Ski-Gesamt-Weltcup-Liste für die S1-Klasse und eine sekundäre Liste für die SDH-Kategorien. Für den besten SDH-Fahrer gibt es bei den Herren den Häkkinen-Cup und bei den Damen der Taplin-Cup.

## Geschwindigkeitsvergleich mit anderen Disziplinen
Die beim Speedskiing erreichte Abfahrtsgeschwindigkeit von 255 km/h kann – rein schwerkraftgetrieben und vertikal – beim Fallschirmsprung im Freifall mit optimierter Körperhaltung erreicht werden. Als Rekord wurden beim Speedskydiving in 2700–1700 m Höhe sogar 557 km/h erreicht und beim Stratosphärensprung 1343 km/h.
Luftgetragen lässt sich ein Wingsuit 130 km/h schnell horizontal bei 40–50 km/h Sinken fliegen, ein kleiner Gleitschirm für Speed Flying bis 120 km/h horizontal.
Auf einer Eisbahn gilt als Maximaltempo für Rodeln 160 km/h.
Bergab rollend wurden 210 km/h am Mountain-Bike, 157 km/h beim Straßenrodeln, 130 km/h am Skateboard (stehend) und zumindest 90 km/h auf Inline-Skates und 103 km/h auf Straßen-Ski. erreicht.
Als High Speed Gliding wird Downhill-Einradfahren bezeichnet, das schneller erfolgt, als dass Pedalieren – ohne Getriebe – noch möglich wäre. Es ist große Erfahrung nötig, um durch das Bremsen mit einer Schuhsohle am Reifen die Vor-Rück-Balance aufrechtzuerhalten. Als höchste Geschwindigkeit wird 41,2 km/h (25,6 mph) berichtet.